# Biotecnología agrícola

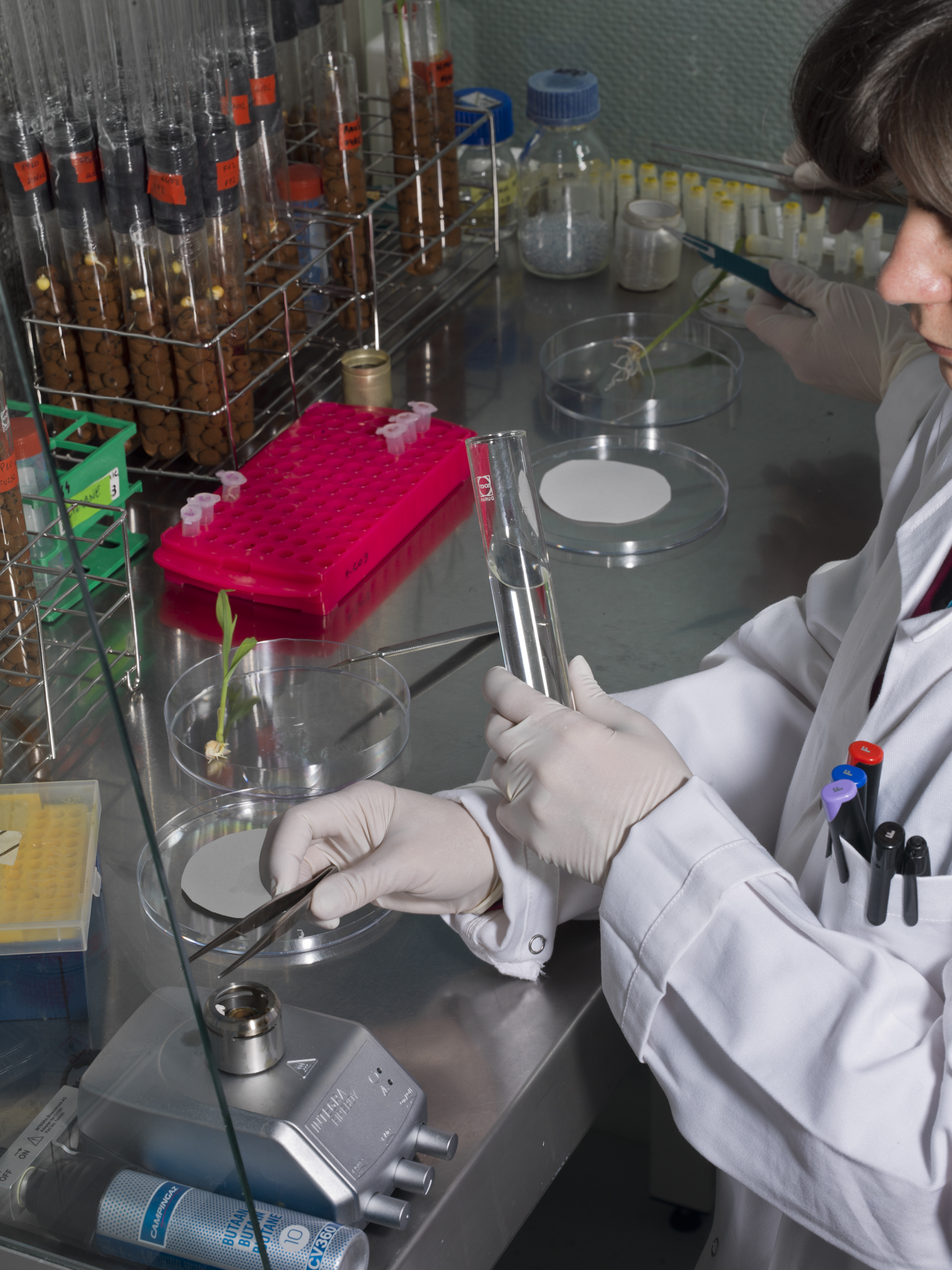
Inoculación de plantas con bacterias fijadoras de nitrógeno y transferencia a tubos estériles

La biotecnología agrícola, también conocida como agritech, es un área de la ciencia agrícola que implica el uso de herramientas y técnicas científicas, que incluyen ingeniería genética, marcadores moleculares, diagnóstico molecular, vacunas y cultivo de tejidos, para modificar organismos vivos: plantas, animales y microorganismos. La biotecnología de cultivos es un aspecto de la biotecnología agrícola que se ha desarrollado mucho en los últimos tiempos. El rasgo deseado se exporta de una especie particular de cultivo a una especie completamente diferente. Estos cultivos transgénicos poseen características deseables en términos de sabor, color de flores, tasa de crecimiento, tamaño de los productos cosechados y resistencia a enfermedades y plagas. 

## Historia
Los agricultores han manipulado plantas y animales a través de la cría selectiva durante decenas de miles de años para crear los rasgos deseados. En el siglo XX, un aumento en la tecnología dio como resultado un aumento en la biotecnología agrícola a través de la selección de rasgos como mayor rendimiento, resistencia a las plagas, resistencia a la sequía y resistencia a los herbicidas. El primer producto alimenticio producido a través de la biotecnología se vendió en 1990, y en 2003, 7 millones de agricultores estaban utilizando cultivos biotecnológicos. Más del 85% de estos agricultores estaban ubicados en países en desarrollo.

## Técnicas de modificación de cultivos

### Crianza tradicional
El cruce tradicional se ha utilizado durante siglos para mejorar la calidad y cantidad de los cultivos. El cruce combina dos especies sexualmente compatibles para crear una variedad nueva y especial con los rasgos deseados de los padres. Por ejemplo, la manzana honeycrisp exhibe una textura y sabor específicos debido al cruce de sus padres. En las prácticas tradicionales, el polen de una planta se coloca en la parte femenina de otra, lo que conduce a un híbrido que contiene información genética de ambas plantas parentales. Los fitomejoradores seleccionan las plantas con los rasgos que desean transmitir y continúan criando esas plantas. Tenga en cuenta que el cruzamiento solo puede utilizarse dentro de la misma especie o especies estrechamente relacionadas. 

### Mutagénesis
Las mutaciones pueden ocurrir al azar en el ADN de cualquier organismo. Para crear variedad dentro de los cultivos, los científicos pueden inducir mutaciones al azar dentro de las plantas. La mutagénesis usa la radiactividad para inducir mutaciones aleatorias con la esperanza de tropezar con el rasgo deseado. Los científicos pueden usar productos químicos mutantes como metanosulfonato de etilo o radiactividad para crear mutaciones aleatorias dentro del ADN. Los jardines atómicos se utilizan para mutar cultivos. Un núcleo radiactivo se encuentra en el centro de un jardín circular y se eleva del suelo para irradiar los cultivos circundantes, generando mutaciones dentro de un cierto radio. La mutagénesis por radiación fue el proceso utilizado para producir toronjas rojas rubíes. 

### Poliploidía
Se puede inducir a la poliploidía para modificar el número de cromosomas en un cultivo para influir en su fertilidad o tamaño. Por lo general, los organismos tienen dos juegos de cromosomas, también conocidos como diploidía. Sin embargo, ya sea de forma natural o mediante el uso de productos químicos, esa cantidad de cromosomas puede cambiar, lo que da como resultado cambios de fertilidad o modificación del tamaño dentro del cultivo. Las sandías sin semillas se crean de esta manera; se cruza una sandía de 4 juegos de cromosomas con una sandía de 2 juegos de cromosomas para crear una sandía estéril (sin semillas) con tres juegos de cromosomas.

### Protoplast Fusión
La fusión de protoplastos es la unión de células o componentes celulares para transferir rasgos entre especies. Por ejemplo, el rasgo de esterilidad masculina se transfiere de los rábanos a las coles rojas mediante la fusión de protoplastos. Esta esterilidad masculina ayuda a los fitomejoradores a producir cultivos híbridos.

### Interferencia de ARN
La interferencia de ARN (ARNIi) es el proceso por el cual el mecanismo de ARN a proteína de una célula se apaga o se apaga para suprimir genes. Este método de modificación genética funciona interfiriendo con el ARN mensajero para detener la síntesis de proteínas, silenciando efectivamente un gen.

### Transgénicos
Los transgénicos implican la inserción de una pieza de ADN en el ADN de otro organismo para introducir nuevos genes en el organismo original. Esta adición de genes al material genético de un organismo crea una nueva variedad con los rasgos deseados. El ADN debe prepararse y empaquetarse en un tubo de ensayo y luego insertarse en el nuevo organismo. Se puede insertar nueva información genética con biolística. Un ejemplo de transgénicos es la papaya arcoíris, que está modificada con un gen que le da resistencia al virus de la mancha anular de la papaya.

### Edición del genoma
La edición del genoma es el uso de un sistema enzimático para modificar el ADN directamente dentro de la célula. La edición del genoma se utiliza para desarrollar canola resistente a herbicidas para ayudar a los agricultores a controlar las malas hierbas.

## Contenido nutricional mejorado
La biotecnología agrícola se ha utilizado para mejorar el contenido nutricional de una variedad de cultivos en un esfuerzo por satisfacer las necesidades de una población en aumento. La ingeniería genética puede producir cultivos con una mayor concentración de vitaminas. Por ejemplo, el arroz dorado contiene tres genes que permiten a las plantas producir compuestos que se convierten en vitamina A en el cuerpo humano. Este arroz nutricionalmente mejorado está diseñado para combatir la principal causa mundial de ceguera: la deficiencia de vitamina A. De manera similar, el proyecto Banana 21 ha trabajado para mejorar la nutrición de los bananos para combatir las deficiencias de micronutrientes en Uganda. Al modificar genéticamente los bananos para que contengan vitamina A y hierro, Banana 21 ha ayudado a promover una solución a las deficiencias de micronutrientes a través del recipiente de un alimento básico y una fuente importante de almidón en África. Además, los cultivos pueden diseñarse para reducir la toxicidad o producir variedades con alérgenos eliminados.

## Genes y rasgos de interés para cultivos

### Rasgos agronómicos

#### Resistencia a los insectos
Un rasgo muy buscado es la resistencia a los insectos. Este rasgo aumenta la resistencia de un cultivo a las plagas y permite un mayor rendimiento. Un ejemplo de este rasgo son los cultivos modificados genéticamente para producir proteínas insecticidas descubiertas originalmente en (Bacillus thuringiensis). Bacillus thuringiensis es una bacteria que produce proteínas repelentes de insectos que no son dañinas para los humanos. Los genes responsables de esta resistencia a los insectos se han aislado e introducido en muchos cultivos. El maíz y el algodón Bt son ahora comunes, y el caupí, el girasol, la soja, los tomates, el tabaco, la nuez, la caña de azúcar y el arroz se están estudiando en relación con el Bt.

#### Tolerancia a herbicidas
Las malezas han demostrado ser un problema para los agricultores durante miles de años; compiten por los nutrientes del suelo, el agua y la luz solar y resultan mortales para los cultivos. La biotecnología ha ofrecido una solución en forma de tolerancia a herbicidas. Los herbicidas químicos se rocían directamente sobre las plantas para matar las malas hierbas y, por lo tanto, la competencia, y los cultivos resistentes a los herbicidas tienen la oportunidad de florecer.

#### Resistencia de enfermedad
A menudo, los cultivos se ven afectados por enfermedades transmitidas por insectos (como los pulgones). La propagación de enfermedades entre las plantas de cultivo es increíblemente difícil de controlar y anteriormente solo se manejaba eliminando por completo el cultivo afectado. El campo de la biotecnología agrícola ofrece una solución mediante la ingeniería genética de la resistencia a virus. Los cultivos transgénicos resistentes a enfermedades ahora incluyen yuca, maíz y batata.

#### Tolerancia a la temperatura
La biotecnología agrícola también puede proporcionar una solución para plantas en condiciones de temperaturas extremas. Para maximizar el rendimiento y prevenir la muerte de los cultivos, se pueden diseñar genes que ayuden a regular la tolerancia al frío y al calor. Por ejemplo, los árboles de papaya se han modificado genéticamente para que sean más tolerantes a las condiciones cálidas y frías. Otros rasgos incluyen la eficiencia del uso del agua, la eficiencia del uso del nitrógeno y la tolerancia a la sal.

### Rasgos de calidad
Los rasgos de calidad incluyen un mayor valor nutricional o dietético, un mejor procesamiento y almacenamiento de alimentos o la eliminación de toxinas y alérgenos en las plantas de cultivo.

## Cultivos transgénicos comunes
Actualmente, solo una pequeña cantidad de cultivos modificados genéticamente están disponibles para su compra y consumo en los Estados Unidos. El USDA ha aprobado soja, maíz, canola, remolacha azucarera, papaya, calabaza, alfalfa, algodón, manzanas y papas. Las manzanas transgénicas (manzanas árticas) son manzanas que no se doran y eliminan la necesidad de tratamientos anti-pardeamiento, reducen el desperdicio de alimentos y resaltan el sabor. La producción de algodón Bt se ha disparado en India, con 10 millones de hectáreas plantadas por primera vez en 2011, lo que resultó en una reducción del 50% en la aplicación de insecticidas. En 2014, los agricultores indios y chinos plantaron más de 15 millones de hectáreas de algodón Bt.

## Pruebas de seguridad y regulaciones gubernamentales
La regulación de la biotecnología agrícola en los EE. UU. Se encuentra bajo tres agencias gubernamentales principales: el Departamento de Agricultura (USDA), la Agencia de Protección Ambiental (EPA) y la Administración de Alimentos y Medicamentos (FDA). El USDA debe aprobar la liberación de cualquier nuevo OGM, la EPA controla la regulación de insecticidas y la FDA evalúa la seguridad de un cultivo en particular enviado al mercado. En promedio, se necesitan casi 13 años y $ 130 millones de investigación y desarrollo para que un organismo modificado genéticamente llegue al mercado. El proceso de regulación lleva hasta 8 años en los Estados Unidos. La seguridad de los OGM se ha convertido en un tema de debate en todo el mundo, pero se están realizando artículos científicos para probar la seguridad del consumo de OGM además del trabajo de la FDA. En uno de esos artículos, se concluyó que el arroz Bt no afectó adversamente la digestión y no indujo la transferencia horizontal de genes.

## Otras lecturas
- Momoh James Osamede (2016). Biotecnología de cultivos en Nigeria. Procedimiento para el taller de posgrado, UNIBEN, Nigeria 27 de abril de 2016. CIUDAD DE BENIN, Nigeria

- Datos: Q19595794
- Multimedia: Agricultural biotechnology / Q19595794